# Doniyor Saliev
Doniyor Saliev (4 de julio de 1994) es un deportista uzbeko que compite en atletismo adaptado. Ganó tres medallas en los Juegos Paralímpicos de Verano, dos bronces en Río de Janeiro 2016 y plata en París 2024.

## Palmarés internacional
| Juegos Paralímpicos | Juegos Paralímpicos     | Juegos Paralímpicos | Juegos Paralímpicos   |
| Año                 | Lugar                   | Medalla             | Prueba                |
| ------------------- | ----------------------- | ------------------- | --------------------- |
| 2016                | Río de Janeiro (Brasil) | Medalla de bronce   | 4 × 100 m T11-13      |
| 2016                | Río de Janeiro (Brasil) | Medalla de bronce   | Salto de longitud T12 |
| 2024                | París (Francia)         | Medalla de plata    | Salto de longitud T12 |